# Röhrender Hirsch

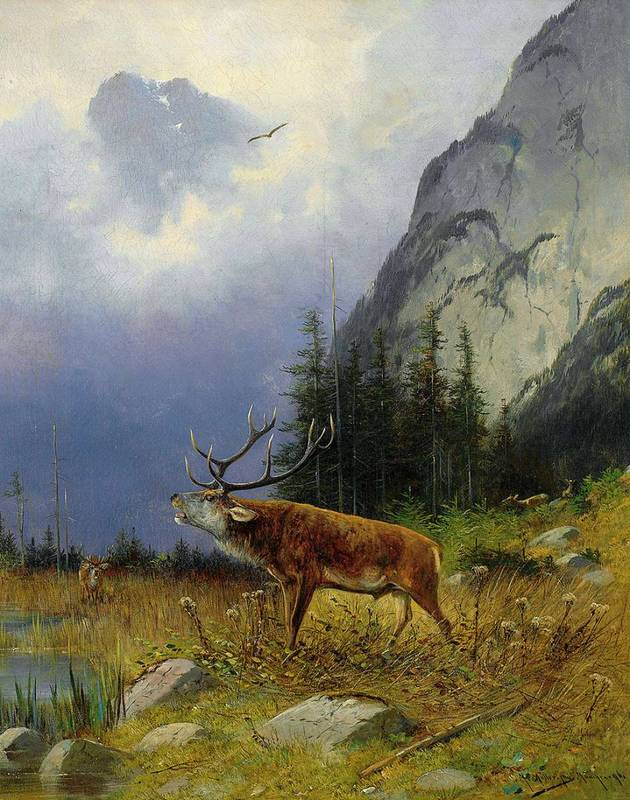
Moritz Müller: Röhrender Hirsch auf einer Lichtung vor Fels, 1896

Der röhrende Hirsch ist ein Motiv aus der Wildmalerei, das oftmals heute als Inbegriff des Kitsches und des trivialen Wandbilddrucks des 19. und 20. Jahrhunderts gilt.

## Kunstgeschichtliche Entwicklung

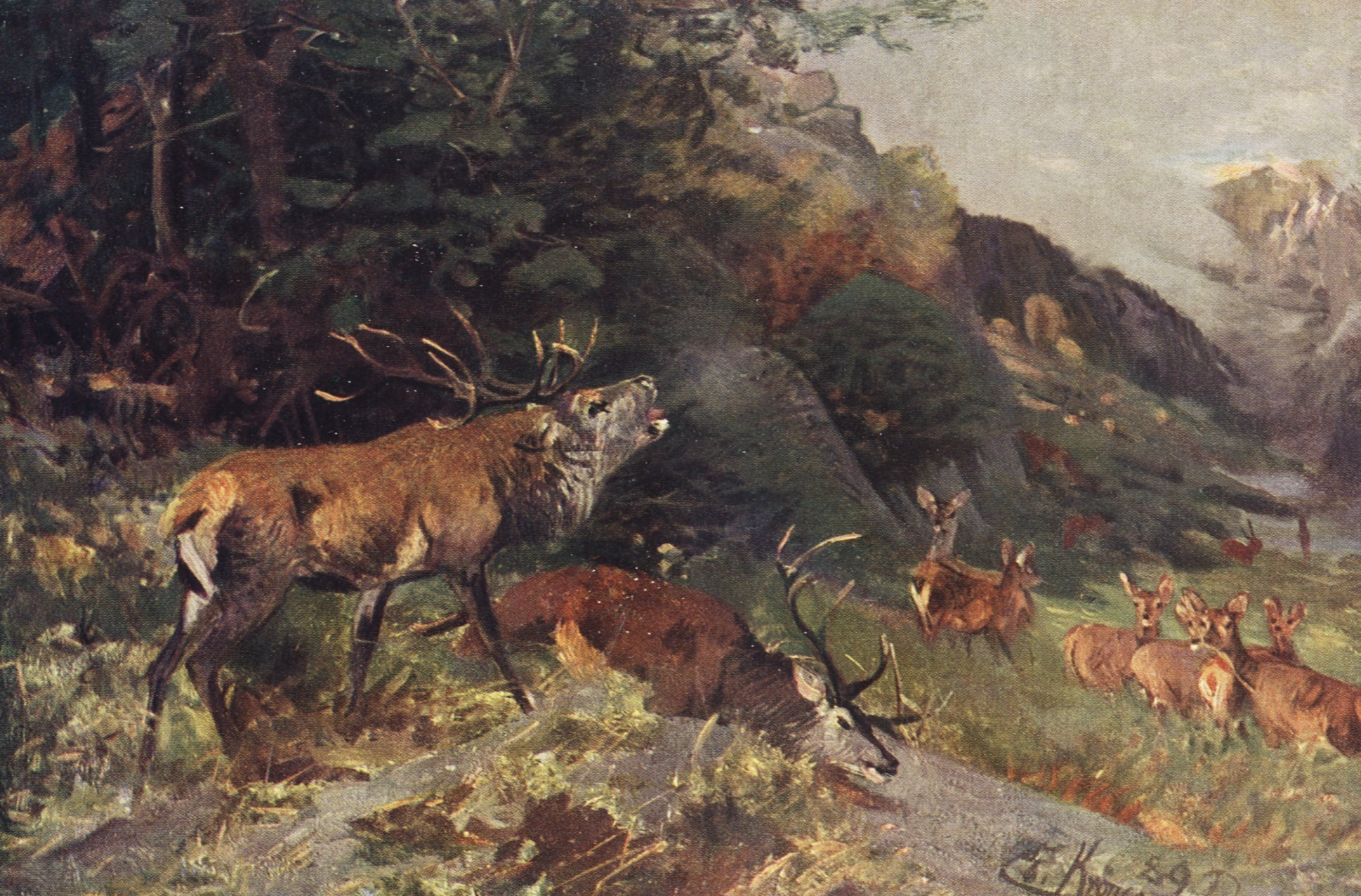
Christian Kröner: Hirschkampf, 1870

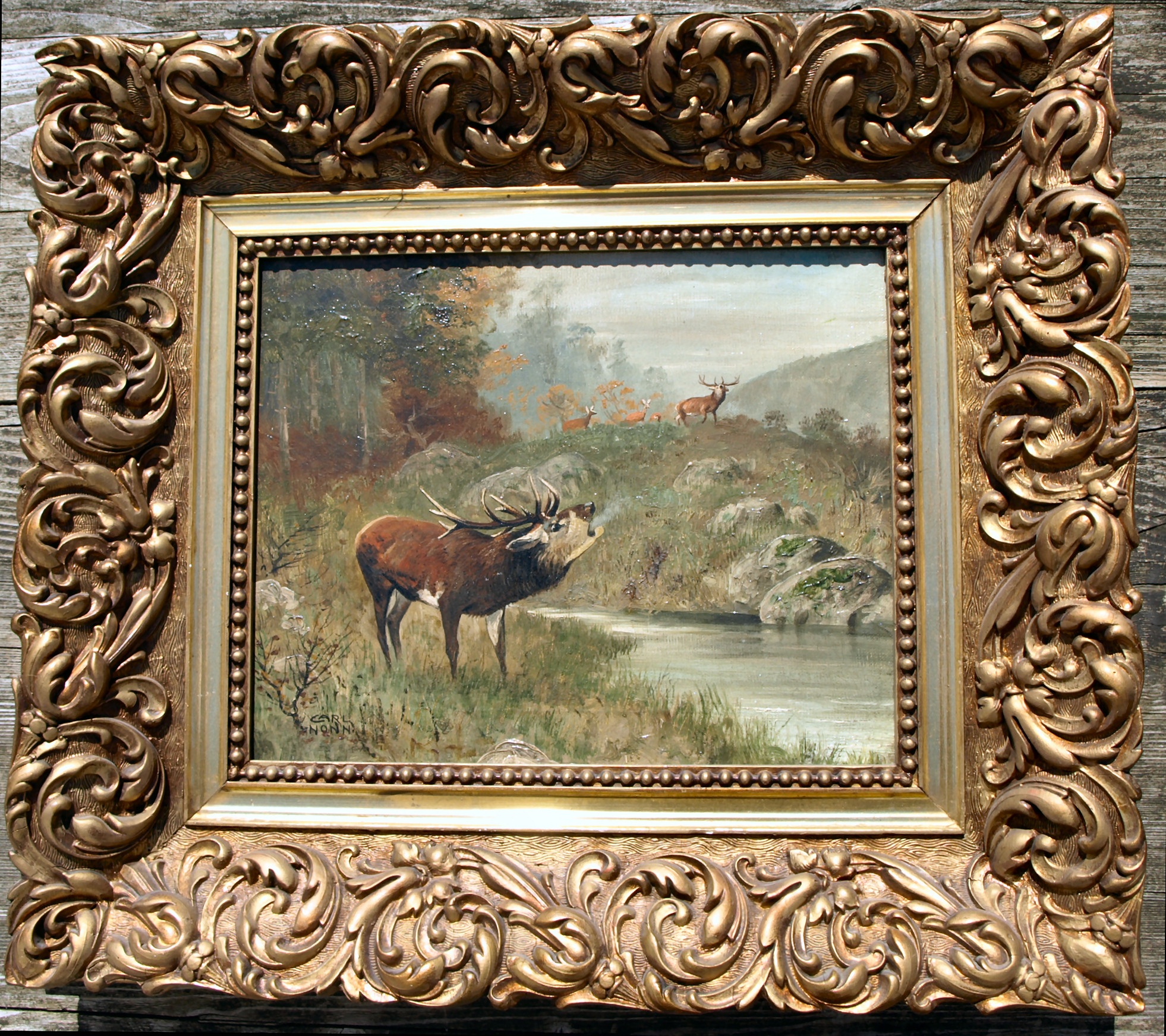
Carl Nonn: Röhrender Hirsch an einem Bach, vermutlich zwischen 1894 und 1921

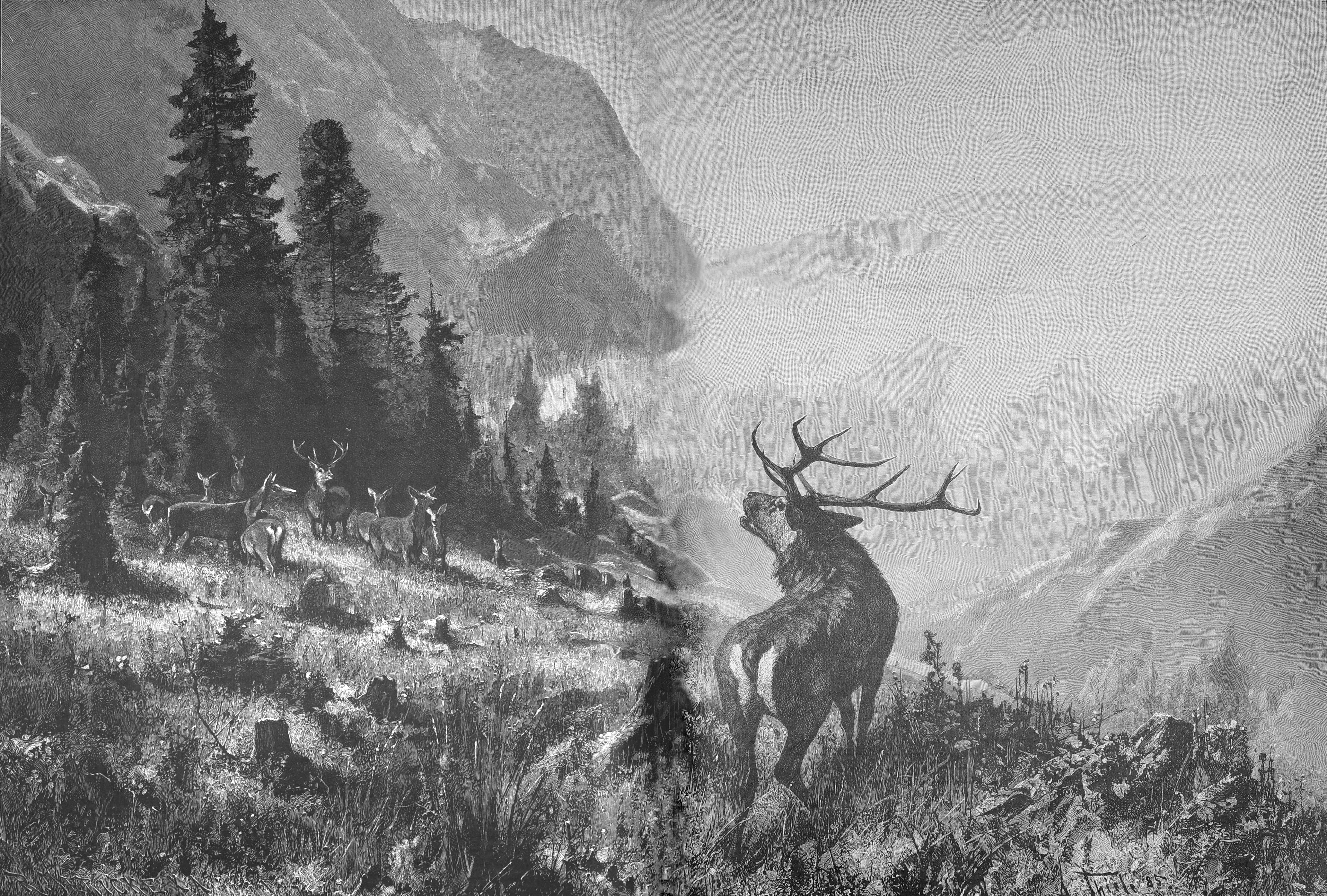
Holzstich eines röhrenden Hirsches aus der Gartenlaube 1888

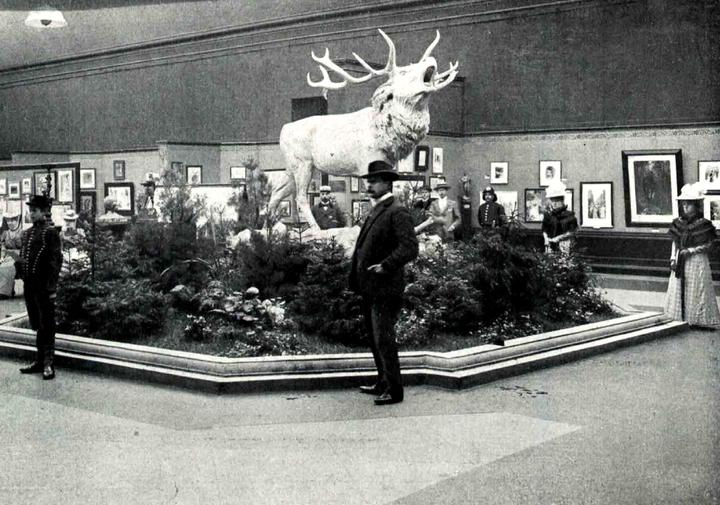
Richard Rusche: Schreiender Hirsch, 1899

Das Motiv des Brunfthirsches am Hang oder in der Bergseelandschaft stammt aus der akademischen Malerei der Spätromantik. Der akademische Einfluss brachte hier ausgesprochene Tiermaler hervor, zu denen Wildporträtisten wie Christian Kröner, Guido von Maffei oder Moritz Müller gehörten und die röhrende Hirsche fast immer in Seitenansicht mit einer Hauchfahne vor dem Maul darstellten. Diese Bilder hingen nicht nur in Kunstausstellungen, sondern wurden auch sofort für Kunstfreunde fotografisch reproduziert. Als Holz- oder Kupferstiche illustrierten sie Jagdgeschichten, wie jene in der bekannten Familienzeitschrift Die Gartenlaube, die nach 1870 das Bedürfnis der Menge nach Bildern deckte. 1899 wurde ein Gipsabdruck der Skulptur Schreiender Hirsch von Richard Rusche auf der Großen Berliner Kunstausstellung gezeigt.
Zusammen mit dem bereits vorher vorhandenen Motiv des Kreuzhirsches des heiligen Hubertus erlangte der röhrende Hirsch als Wandbilddruck Popularität, die nicht nur auf den Wunsch nach ländlich-alpiner Folklore, sondern auch auf das mit der fürstlichen Wild- und Jagdlust assoziierte soziale Prestige zurückging. Das Motiv schmückte nicht nur Gemälde und deren Farbreproduktionen, sondern auch Gläser, Becher, Tassen, Krawatten oder Manschettenknöpfe. Bis in die 1960er Jahre hinein war der röhrende Hirsch in Kaufhäusern anzutreffen, darunter auch als von Malmanufakturen hergestellte Porzellanfiguren. Inzwischen gilt das Motiv als Synonym für Kitsch in der Kunst.

## Psychologische Deutungen
Tiefenpsychologisch lässt sich das Motiv sexuell deuten. Neben der offensichtlichen Tatsache, dass es sich um eine Liebesszene aus dem Tierleben handelt, kann der gestreckte Hirschleib als Phallussymbol und der heiße Atemhauch als Ejakulat interpretiert werden. Der Duden Basiswissen Schule sieht in den Bildern außerdem ein Symbol der Verherrlichung und Vorherrschaft des Mannes sowie des kapitalistischen Konkurrenzkampfes. Dazu wird der Kunstschriftsteller Ludwig Pietsch zitiert, der 1886 Christian Kröners Bild Besiegt – Motiv vom Brocken, das den tödlichen Ausgang eines Hirschkampfes zeigt, mit folgenden Worten beschrieb:
„Kröner’s prächtiges Bild schildert den Ausgang einer solchen Tragödie aus dem Hirschleben, der Eifersucht auf einen Nebenbuhler, mit unübertrefflicher Kunst und voller Gewalt der Wahrheit des Ausdrucks. Zu den Füssen des Siegers, welcher ihn mit den Zacken seines Geweihs durchbohrt hat, liegt auf blutüberströmtem Waldboden der überwundene Gegner. Jener aber, das Haupt weit vorstreckend, lässt einen Schrei erschallen, der wie eine Fanfare des Triumphes weit über die Haide hinschmettert. Die Hindinnen und die anderen Thiere des Rudels vernehmen ihn, und halb scheu, halb neugierig lauschen sie dem Ton und blicken auf den Kampfplatz, auf den Sieger und den verendenden Besiegten. Dem Starken aber sind die Schönen hold und das etwaige Mitleid mit dem Getödteten wird rasch genug der Zärtlichkeit für den Mörder weichen.“
Neben profanen Motiven wie Elfenreigen oder religiösen Werken wie Untersbergers Ölberg-Christus spielte der „röhrende Hirsch“ im populären Wandschmuck eine untergeordnete Rolle. Die Vorstellung, letzterer sei typisch für Schlafzimmerbilder vor dem Zweiten Weltkrieg, ist daher unzutreffend. Wolfgang Brückner sah in dem mit der Sexwelle verbundenen Verlangen nach erotischen Interpretationen einen Grund für das Aufkommen dieser unzutreffenden Assoziation.